# Zvučnik
Zvučnik je elektromehanički pretvarač koji pobuđen električnim signalom proizvodi zvuk frekvencijskog opsega od 20 do 20.000 Hz, odnosno zvuk namijenjen ljudskom uhu. Pojam zvučnik se također često koristi i za zvučničku kutiju u kojoj se nalazi jedna ili više zvučničkih jedinica, tj. zvučnika u užem smislu.

## Povijest
Prvi je zvučnik je bila telefonska slušalica koju je 1876. patentirao Alexander Graham Bell. Nedugo zatim uslijedila je poboljšana verzija Ernsta Siemensa u Njemačkoj i Engleskoj 1878. Vjeruje se da je sličnu napravu stvorio 1881. i Nikola Tesla. Modernu konstrukciju zvučnika s pomičnom zavojnicom ostvario je Oliver Lodge u Engleskoj 1898.
Princip pomične zavojnice patentirali su 1924. dva Amerikanaca, Chester W. Rice i Edward W. Kellog. Postoji dvojba kako je Britanac Paul Voigt prije njih podnio patentni zahtjev koji je tek naknadno prihvaćen. Voigt je 1928. napravio prvi zvučnik koji je mogao učinkovito reproducirati cijeli raspon frekvencija, a također je razvio i prvi sustav za kućnu upotrebu, međutim koristio je elektromagnete umjesto permanetnih magneta.
Prvi su zvučnici koristili elektromagnete jer je u to doba cijena permanentnih magneta potrebne veličine i snage bila prevelika. Elektromagnet se pobuđivao istosmjernom strujom kroz zavojnicu koja je obično služila i kao prigušnica u ispravljaču pojačala na koje je zvučnik bio priključen.

## Vrste zvučnika
Prema načinu pretvaranja električne energije u zvuk postoji nekoliko vrsta suvremenijih zvučnika:
- Dinamički zvučnik
- Elektrostatski zvučnik
- Piezoelektrični zvučnik

Najčešće u upotrebi susrećemo dinamički zvučnik koji koristi energiju magnetskog polja. Znatno kvalitetniji i skuplji su elektrostatski zvučnici koji koriste energiju električnog polja. U komercijalnoj upotrebi nalazimo i piezoelektričke zvučnike koji koriste efekt mehaničkog titranja pojedinih kristala pod utjecajem električnog napona.

## Dinamički zvučnik
Kada kroz zavojnicu poteče struja, stvara se magnetsko polje, koje zajedno sa zavojnicom, u skladu s promjenom smjera struje, mijenja svoj polaritet, odnosno orijentaciju. Zavojnica je smještena u polje permanentnog (trajnog) magneta. Polja trajnog magneta i zavojnice međusobno djeluju jedno na drugo, kao i svaka druga dva magneta. Budući da je trajni magnet stacionaran, a zavojnica pokretljiva, mijenjanje polarizacije zavojnice i polja s promjenom struje rezultira titranjem zavojnice (polje gura ili privlači zavojnicu, ovisno o trenutku). Zavojnica potiskuje membranu, što proizvodi zvuk jer se širi zvučni val. Frekvencija zvučnoga vala, odnosno dobivenoga zvuka podudara se s frekvencijom titranja zavojnice. Dinamički zvučnik je danas najčešće u upotrebi zbog svoje jednostavnosti, pouzdanosti i zadovoljavajuće kvalitete reprodukcije uz prihvatljive troškove izrade.

### Način rada i dijelovi
Dinamički zvučnik koristi međudjelovanje magnetskog polja permanentnog magneta i magnetskog polja zavojnice proticane pobudnom strujom. Premda se zvučnik pobuđuje iz naponskog izvora, valja uočiti da silu koja pokreće membranu stvara električna struja. Najvažniji dijelovi su (slika desno): permanentni magnet, meko željezo permanentnog magneta, titrajna zavojnica s nosačem (voice coil),  membrana (cone) s kalotom (dustcap), ovjes (surround), centrator (spider) i košara (basket).
Permanentni magnet, polni nastavci od mekog željeza i zračni raspor čine zajedno magnetski krug. Permanentni magnet se izrađuje iz magnetski tvrdih materijala kao što su Alnico, razne feritne strukture i sl. 
Titrajna zavojnica je namotana na tijelu od čvrstog papira, duraluminija ili posebnih poliesterskih smola. Ostvarena točnost oblika tijela nosača mora biti vrlo velika. Zavojnica se namata bakrenom ili aluminijskom žicom, obično okruglog, a rjeđe pravokutnog presjeka. Duljina same titrajne zavojnice mora biti ili veća ili manja od duljine zračnog raspora. Razlika u duljini određuje se prema proračunatom hodu membrane na rezonantnoj frekvenciji mehaničkog titrajnog sustava uz maksimalnu pobudu.
Membrana dinamičkog zvučnika je zalijepljena užim dijelom na tijelo nosača titrajne zavojnice te se, posljedično, titranje nosača titrajne zavojnice prenosi neposredno na membranu. Traži se da, s jedne strane, membrana bude teška i čvrsta kako bi udovoljila zahtjevima za reprodukciju u niskotonskom području (niska rezonantna frekvencija mehaničkog titrajnog sustava, velike amplitude), a s druge strane da bude čvrsta i što lakša kako bi ispunila zahtjeve za reprodukcijom u visokotonskom području (vjerni slijed i najbržih promjena pobudnog napona). Membrana ima najčešće oblik krnjeg stošca ili trube s eksponencijalnim razvojem. Izrađuje se od smjese materijala kao što su papir, tkanine, staklena vlakna, smole i td. 
Ovjes membrane i centrator određuju gibanje titrajne zavojnice i same membrane po osi zvučnika. Ovjes se izrađuje kao dio same membrane ili u obliku prstena od gume ili tkanine valovita presjeka koji se naknadno lijepe na košaru i membranu zvučnika. Centrator se izrađuje od tkanina valovita presjeka impregniranih termootpornim smolama. Košara zvučnika sjedinjuje sve dijelove zvučnika u jednu cjelinu. Izrađuje se lijevanjem ili prešanjem, a pruža čvrst oslonac za ovjes, centrator i magnetski sustav.

### Mehanički sustav zvučnika
Mehanički sustav zvučnika je prigušeni titrajni sustav s jednim stupnjem slobode (uz pretpostavku idealno krute membrane) koji čine: ukupna masa (masa membrane zajedno s masom titrajne zavojnice i nosača), elastičnost ovjesa i centratora te mehanički otpor trenja materijala na pregibnim mjestima.
Uz sinusoidalnu pobudu brzina gibanja membrane u području kružne frekvencije razmjerna je pobudnoj sili i obrnuto razmjerna mehaničkoj impedanciji mehaničkog titrajnog sustava. Na rezonantnoj frekvenciji brzina gibanja membrane bit će određena veličinom otpora trenja, na frekvenciji nižoj od rezonantne elastičnošću ovjesa i centratora, a na frekvenciji višoj od rezonantne ukupnom masom titrajnog sustava.

### Akustički sustav zvučnika
Titranje membrane prenosi se na čestice zraka – sredstva kroz koje se širi zvuk. Zrak pri tome predstavlja za membranu akustičko opterećenje. Realni dio tog opterećenja je mehaničko trenje čestica i istovjetan je s akustičkim otporom zračenja, dok je imaginarni dio posljedica inercije mase zrake ispred membrane. 
Otpor zračenja postiže najveću vrijednost u točki gdje je polumjer membrane r približno jednak 1/3 valne duljine. Smanjenjem frekvencije otpor zračenja pada s kvadratom kružne frekvencije. Međutim, kako je s druge strane isijana snaga proporcionalna s kvadratom brzine gibanja membrane, postavljanjem rezonantne frekvencije mehaničkog titrajnog sustava na donji kraj prijenosnog opsega nadoknađujemo pad otpora isijavanja porastom brzine gibanja membrane. Zvučnik će prema tome imati približno linearnu amplitudnu karakteristiku u području između rezonantne frekvencije i točke maksimuma otpora isijavanja, pad od 6 dB/oktavi iznad točke maksimuma otpora isijavanja te pad od 12 dB/oktavi ispod rezonantne frekvencije.

### Električni sustav zvučnika
Električna impedancija zvučnika je kompleksna veličina koja opterećuje pojačalo gdje je jedan dio te impedancije svakako impedancija same električne titrajne zavojnice. Međutim, električne, mehaničke i akustičke veličine zvučnika čine jednu cjelinu te postoji i utjecaj mehaničkih te znatno manje i akustičkih veličina na ukupnu impedanciju zvučnika. Spomenimo samo da inducirana protuelektromotorna sila u zavojnici neposredno ovisi o brzini titrajne zavojnice, te posljedično uz električnu možemo govoriti i elektrodinamičkoj impedanciji koja je upravo razmjerna jakosti magnetske indukcije u zračnom rasporu, a obrnuto razmjerna veličini mehaničke impedancije na određenoj kružnoj frekvenciji. Elektrodinamička impedancija zvučnika najviše je izražena u okolini i na samoj rezonantnoj frekvenciji mehaničkog titrajnog sustava te u tom području može i višestruko premašiti iznos električne impedancije zavojnice.

### Amplitudna karakteristika dinamičkog zvučnika
Amplitudna karakteristika zvučnika pokazuje ovisnost zvučnog tlaka ili isijane snage kao funkciju frekvencije pobudnog napona. Već je ustanovljeno da je ona uglavnom linearna između rezonantne frekvencije zvučnika i točke maksimuma otpora isijavanja uz odgovarajući pad ispred i iza tog frekvencijskog područja. Razmatranje vrijedi uz pretpostavku idealno krute stapne membrane ugrađene u plohu beskonačno velikih dimenzija. Membrana zvučnika u stvarnosti nije idealno kruta, a ploha konačnih dimenzija više ne odjeljuje u potpunosti zračenje prednjeg i stražnjeg dijela (zračenja su u protufazi). Za frekvencije koje se nalaze iznad maksimuma otpora zračenja membrana se ne može smatrati idealno krutim stapom te pojedini dijelovi membrane počinju titrati s različitim fazama. Amplitudna i fazna karakteristika postaju u tom području vrlo nepravilne, a zvučnik se za manje valne duljine (više frekvencije) više ne može smatrati točkastim izvorom te dolazi do usmjeravanja zračenja po osi zvučnika. Nadalje, za frekvencije iznad kojih 1 kHz valja računati i na utjecaj induktivnog otpora titrajne zavojnice zvučnika te je konačni pad amplutudne karakteristike u tom području 12 dB/oktavi. Prema nižim frekvencijama prilike su također nepovoljnije. Ovisno o dimenzijama plohe na koju je ugrađen zvučnik, dolazi do tzv. «akustičkog kratkog spoja» uz dodatni pad od 6 dB/oktavi prema nižim frekvencijama.

### Dinamički zvučnik u zvučničkoj kutiji
Potreba za odvajanjem prednjeg i stražnjeg dijela zračenja uvjetuje ugradnju zvučnika na plohu što većih dimenzija, što je u stvarnosti praktički nemoguće izvesti. Zvučnik se zato zatvara u zvučničku kutiju i time je zračenje prednjeg i stražnjeg dijela potpuno odvojeno. Stražnji dio zračenja se apsorbira u samoj kutiji, a rezonantna frekvencija zatvorenog zvučnika se povisi jer zatvoreni zrak svojom krutošću smanjuje elastičnost ovjesa zvučnika. Zbog toga se frekvencijsko područje zvučnika ugrađenog u zvučničku kutiju sužava prema nižim frekvencijama. Zvučniku koji je ugrađen u zvučničku kutiju prijenosni opseg u niskotonskom području može se u izvjesnoj mjeri proširiti na donjem rubu prijenosnog frekvencijskog opsega i to ugradnjom zvučnika u
tzv. «bas-refleks» zvučničku kutiju. 
Bas-refleksna zvučnička kutija ima na prednjoj strani otvor sa svojstvima akustičke induktivnosti (inercija mase zraka koji titra u otvoru, odn. cijevi). Akustička induktivnost čini rezonantni krug s akustičkom kapacitivnosti elastičnosti zraka zatvorenog u kutiji te ugađanjem rezonantne frekvencije akustičkog rezonatora na rezonantnu frekvenciju zvučnika proširujemo upotrebivo frekvencijsko područje zvučnika uz iskorištenje stražnjeg dijela zračenja na najnižim frekvencijama u okolini rezonatne frekvencije zvučnika. Osim bas-refleksnih zvučničkih kutija postoje i druge izvedbe zvučničkih kutija koje svojim oblikom i građom prilagođavaju fizikalna svojstva titranja zraka (akustičku impedanciju zraka) karakterističnim svojstvima zvučnika (eksponencijalne zvučničke kutije) ili se zračenje stražnje strane zvučnika zakreće u fazi te na pogodan način potpomaže zračenju prednje strane membrane zvučnika.

### Prijenosne karakteristike dinamičkog zvučnika
Pri ispitivanju i opisivanju svojstva dinamičkog zvučnika služimo se različitim mjernim metodama i načinima njihova prikazivanja. Prijenosne karakteristike zvučnika ispituju se u najčešće mjerenjem amplitudnih i tranzijentnih karkteristika, mjerenjem različitih vrsta nelinearnih izobličenja te mjerenjem efikasnosti i usmjerne karakteristike. Zbog niza međusobno isključivih konstrukcijskih zahtjeva, izrazito je teško konstruirati zvučnik koji će na zadovoljavajući način prenijeti cijeli čujni frekvencijski opseg (rezonantna frekvencija, promjer zvučnika, usmjerna karakteristika, otpor isijavanja,....), naročito tamo gdje se traži veća izlazna snaga, odn. opteretivost zvučnika. Sve ti zahtjevi mogu biti daleko lakše ispunjeni ako se frekvencijsko područje dijeli na dva, tri ili znatno rjeđe četiri dijela gdje svaki zvučnik reproducira samo jedno, uže frekvencijsko područje. Kako u takvim sustavima pojedini zvučnik umjesto skoro 10 oktava (širokopojasni zvučnik) mora reproducirati znatno uže frekvencijsko područje, daleko ga je lakše optimalno konstruirati za područje za koje je namijenjen. U takvim, višestaznim zvučničkim sustavima, posebno izvedenim električkim filtrima se iz reprodukcijskog opsega u većoj ili manjoj mjeri uklanjaju oni dijelovi spektra gdje se zvučnik više ne ponaša kao idealno kruti stap i točkasti izvor (parcijalna titranja, interferencija) ili oni dijelovi spektra gdje bi ga velike amplitude mogle mehanički ili električki uništiti.

## Elektrostatski zvučnik
Elektrostatski zvučnik koristi tanku ravnu membranu, obično izrađenu od materijala kao što je poliester, debljine kojih 2-20 µm,  izvanrednih mehaničkih svojstava i impregniranih vodljivim materijalima kao što je grafit. Membrana je postavljena između dvije električki vodljive rešetke s malim zračnim razmakom između rešetki i membrane. Zahvaljujući vanjskom izvoru napona membrana je postavljena na potencijal od nekoliko kV u odnosu na rešetku. Na rešetke se dovodi električni napon u obliku tonskog signala i to u protufazi kako bi se stvorilo jednoliko električno polje koje će pokrenuti membranu na titranje sukladno sadržaju frekvencijskog spektra tonskog signala.
Na rešetke je nužno dovesti napon dovoljno velike amplitude u namjeri da se stvori dovoljno jako električno polje za pokretanje membrane poželjnim, dovoljno velikim intenzitetom.
Elektrostatski zvučnik u osnovi predstavlja velik pločasti kondenzator te predstavlja izvor napona relativno velike kapacitivne unutarnje impedancije, za razliku od dinamičkog zvučnika koji ima relativno nisku električnu impedanciju induktivnih svojstava. Uvjetovano potrebom prilagođenja visoke impedancije elektrostatskog zvučnika na razinu optimalnu za priključenje na pojačalo snage (predviđeno za priključak zvučnika impedancije 4 ili 8 Ohma), elektrostatski zvučnik se na pojačalo spaja preko prilagodnog transformatora relativno velikog omjera transformacije napona.
Takav prilagodni transformator zbog niza razloga je posebno zahtjevna komponenta sustava elektrostatskih zvučnika. U novije vrijeme grade se sustavi elektrostatskih zvučnika bez prilagodnog transformatora izvedeni visokonaponskim pojačalima s elektronskim cijevima.
Prednosti elektrostatskih zvučnika uključuju relativno malu težinu i posebno linearnu amplitudnu i faznu frekvencijsku karakteristiku. Posebno su dobre tranzijentne karakteristike, gdje membrana zvučnika treba slijediti izrazito brze promjene reproduciranog tonskog signala, a zahvaljujući posebno laganoj membrani elektrostatskog zvučnika. 
Nedostatak je elektrostatskih zvučnika što u području nižih frekvencija dolazi do poništavanja zračenja prednjeg i stražnjeg dijela membrane, a iz razloga nedostatka zatvorene zvučničke kutije u kakvu je, na primjer, ugrađen dinamički zvučnik. Navedeni nedostaci pokušavaju se rješiti hibridnim zvučničkim sustavima gdje se za reprodukciju nižeg frekvencijskog područja koristi klasični dinamički niskotonski zvučnik, a za reprodukciju preostalog dijela tonskog spektra koristi se elektrostatski zvučnik. Dodatni je nedostatak elektrostatskih zvučnika osjetljivost na prašinu i vlagu te uvijek prisutna opasnost od strujnog udara visokog napona.

## Piezoelektrični zvučnici
Piezoelektrički zvučnici se često koriste kao visokotonski zvučnici u komercijalnim zvučničkim sustavima ili kao zvučnici za reprodukciju zvuka s računala i manjih prijenosnih radio aparata. Otporni su na preopterećenje koje bi inače uništilo osjetljive visokotonske dinamičke zvučnike te se mogu priključiti na pojačalo snage bez zvučničke skretnice. Priključak valja, međutim, izvesti putem odgovarajućeg razdjelnog otpornika kako bi se spriječio neposredni priključak visoke kapacitivne impedancije piezoelektričnog zvučnika na izlaz pojačala snage, a iz razloga sprječavanja pojave samooscilacija pojačala.
Amplitudni frekvencijski odziv je u piezoelektričnih zvučnika znatno neujednačeniji u odnosu na dinamički zvučnik te ga se ugrađuje isključivo tamo gdje visoka kvaliteta reprodukcije nije bitna.

## Tehnike reprodukcije
Donedavno se zvuk reproducirao u mono i stereo tehnici, a ideje o kvadrofoniji su davno izumrle, no krajem stoljeća postali su popularni surround zvučnički sustavi, kojima se postiže ono što kvadrofonija nije svojedobno uspjela.
Tipičan razmještaj je 5.1 (noviji standardi su 6.1 i 7.1):
- dva zvučnika naprijed (lijevi i desni - osnova stereo sustava)
- dva pozadinska zvučnika (također lijevi i desni)
- centralni zvučnik ispred nas
- takozvani subwoofer - zvučnik koji reproducira frekvencije na donjoj granici čujnosti ljudskog uha

7.1 sistem je zapravo jednak 5.1 samo što ima još dva zvučnika "središnji" koji su naravno lijevi i desni.
Kvaliteta ovakvog sistema je u tome što sada doslovno možemo sudjelovati u filmu te osječati svaki zvuk te dobiti doživljaj kao da smo u filmu ili nekoj drugoj aplikaciji. 

## Vanjske poveznice

### Sestrinski projekti
|  | Zajednički poslužitelj ima stranicu o temi Zvučnik     |
|  | Zajednički poslužitelj ima još gradiva o temi Zvučnici |

### Mrežna sjedišta
- audiofil.net – Samogradnja zvučnika: osnovne preporuke  Arhivirana inačica izvorne stranice od 21. srpnja 2012. (Wayback Machine)
- audiologs.com  - Ozren Bilan: »Sustavi ozvučenja, snimanje zvuka i digitalna audio tehnika«
- ALMA – Association of Loudspeaker Manufacturing & Acoustics (engl.)
- Lenard Audio Institute: Speakers  Arhivirana inačica izvorne stranice od 30. ožujka 2014. (Wayback Machine) (engl.)
- enjoythemusic.com – Dick Olsher: »Final Sound 1000i Electrostatic Loudspeaker. An evolution of the electrostatic loudspeaker« (engl.)
- stereotimes.com – Frank Alles & Martin Appel: »Innersound Electrostatic Amplifier«  Arhivirana inačica izvorne stranice od 22. svibnja 2015. (Wayback Machine) (engl.)